# Babaneuri
Babaneuri (gruz. ბაბანეური) – wieś w Gruzji, w regionie Kachetia, w gminie Achmeta. W 2014 roku liczyła 137 mieszkańców.